# 章和
章和（87年七月—88年）是东汉章帝刘炟的第三个年号，也是他的最后一个年号。共计2年。《资治通鉴·卷第四十七》载“诏以瑞物仍集，改元章和”。章和二年二月汉和帝即位沿用。

## 改元
- 元和四年——七月二十七日，改元為章和元年。[1][2]
- 章和三年——改元為永元元年。

## 大事記
- 章和二年——二月三十日，漢章帝駕崩，漢和帝即位。[1][3]

## 纪年農曆對照表
表格中各月的干支即為各月的第1日，「大」表示該月有30日，「小」表示該月有29日，「閏月」表格中的中文數字表示該年為閏某月，各月初一底下的數字表示對應的西曆日期。
| 西元 | 干支 | 紀年     | 正月   | 二月   | 三月   | 四月   | 五月   | 六月   | 七月   | 八月   | 九月   | 十月   | 十一月 | 十二月  | 閏月 |
| ---- | ---- | -------- | ------ | ------ | ------ | ------ | ------ | ------ | ------ | ------ | ------ | ------ | ------ | ------- | ---- |
| 87年 | 丁亥 | 章和元年 |        |        |        |        |        |        | 丙申大 | 丙寅大 | 丙申小 | 乙丑大 | 乙未小 | 甲子大  |      |
| 87年 | 丁亥 | 章和元年 |        |        |        |        |        |        | 8/17   | 9/16   | 10/16  | 11/14  | 12/14  | 88/1/12 |      |
| 88年 | 戊子 | 章和二年 | 甲午小 | 癸亥大 | 癸巳小 | 壬戌大 | 壬辰小 | 辛酉大 | 辛卯小 | 庚申大 | 庚寅小 | 己未大 | 己丑大 | 己未小  |      |
| 88年 | 戊子 | 章和二年 | 2/11   | 3/11   | 4/10   | 5/9    | 6/8    | 7/7    | 8/6    | 9/4    | 10/4   | 11/2   | 12/2   | 89/1/1  |      |

## 参見
- 中國年號索引